# Línia evolutiva de Burmy
Aquesta línia evolutiva de Pokémon inclou Burmy, Wormadam i Mothim.

## Burmy
Burmy és una de les espècies que apareixen a la franquícia Pokémon, una sèrie de videojocs, anime, mangues, llibres, cartes col·leccionables i altres mitjans que va ser inventada per Satoshi Tajiri i ha generat milers de milions de dòlars en beneficis per a Nintendo i Game Freak. És de tipus bestiola i evoluciona a Wormadam (si és femella) o Mothim (si és mascle).

## Wormadam
Wormadam és una de les espècies que apareixen a la franquícia Pokémon, una sèrie de videojocs, anime, mangues, llibres, cartes col·leccionables i altres mitjans que va ser inventada per Satoshi Tajiri i ha generat milers de milions de dòlars en beneficis per a Nintendo i Game Freak. És de tipus bestiola i de tipus planta/terra/acer. Evoluciona de Burmy (si és femella).

## Mothim
Mothim és una de les espècies que apareixen a la franquícia Pokémon, una sèrie de videojocs, anime, mangues, llibres, cartes col·leccionables i altres mitjans que va ser inventada per Satoshi Tajiri i ha generat milers de milions de dòlars en beneficis per a Nintendo i Game Freak. És de tipus bestiola i de tipus volador. Evoluciona de Burmy (si és mascle).